# San Juan de Dios (Panama)
San Juan de Dios è un comune (corregimiento) della Repubblica di Panama situato nel distretto di Antón, provincia di Coclé. Si estende su una superficie di 55,7 km² e conta una popolazione di 4.797 abitanti (censimento 2010).